# 中華飲食文化基金會
財團法人中華飲食文化基金會（英語：Foundation for Chinese Dietary Culture）成立於1989年11月8日，是由台灣的三商企業集團的翁肇喜先生創辦的，是一個以研究、傳承中華飲食文化為宗旨的民間財團法人。其宗旨在喚起社會人士對傳統飲食文化之珍視，提昇飲食文化之學術地位，推展國際間學術及技藝交流。

## 歷史
1989年，三商行成立財團法人中國飲食文化基金會（Foundation of Chinese Dietary Culture）。2005年，中國飲食文化基金會改名為財團法人中華飲食文化基金會，英文名稱不變。

## 中華飲食文化圖書館
中華飲食文化圖書館是中華飲食文化基金會成立的前身，於1987年著手籌畫，1989年正式對外開放。它的成立是三商企業集團秉持著對社會大眾回饋的理念，免費提供社會大眾使用的專門圖書館。館藏現有與中華飲食文化相關之中外圖書約二萬五千餘冊，資料類型有圖書、期刊、博碩士論文、影音光碟、剪報資料、菜單、古書、小冊子、期刊論文、照片等。 
收錄範圍有食經論著、歷史典故、雜文、藥膳、食療、食補、食譜、地方菜系、食材、食器、餐飲管理、各式飲品、飲食風俗、器皿、茶、酒等。 
圖書及視聽資料均採用「中華飲食文化圖書館分類法」分類；中、日、韓文圖書採「中國編目規則」編目，西方語文圖書採用「英美編目規則第二版」編目。現期期刊置於館內期刊架，中、日、韓、西文期刊按刊名筆劃順序排列。過期期刊置於館內期刊裝訂區。

## 學術研討會
為了提昇國人的飲食至文化層次，並使其自成為一個體系化的學問，基金會於1989年第一次舉辦「中華飲食文化學術研討會」，希望經由研討會的舉辦，各領域學者得以共聚一堂，透過面對面的互動與交流，匯集各方意見與共識。最終的目標則在於推動中華飲食文化研究風氣，鼓勵世界各地學者從事相關研究，提昇中華飲食文化之學術地位。
自1989年舉行第一屆，之後每二年舉辦一屆，2011年已舉辦十二屆。會議中曾邀請數位國際知名學者與會發表，如中研院李亦園院士、張光直院士、日本石毛直道教授、美國Sidney Mintz教授及其他英、法、德、美、加、日、韓、澳洲、新加坡、馬來西亞…等近20個國家知名學者共同參與，每屆均有約20-30篇論文發表。在會後則集結出版論文集，總計收錄相關主題論文302篇，有效保存中華飲食文化之研究並傳播研究成果。

## 辦理講座
為將中華飲食文化的演變及時代風潮留下記錄，基金會每年舉辦「飲食文化系列講座」及「餐飲管理系列講座」，邀請產學界分享發展和研究的經驗，以期提昇飲食文化研究之社會風氣。2012年合併系列講座舉辦「臺灣飲食文化暨餐飲管理國際學術研討會」。

## 出版品
- 《中華飲食文化學術研討會論文集》
- 《餐飲管理學術研討會論文集》
- 《中華飲食文化研究叢書》
- 《料理‧台灣》雙月刊

## 獎助學金
- 博碩士論文獎助學金
- 學術著作出版補助
- 台灣廚師海外參賽獎補助

## 承接政府計畫
- 承辦「2010年苗栗縣特色美食認證餐廳研習活動暨成果發表會」
- 承辦「客家藝術教育學苑」
- 承辦「台中學研討會—飲食文化篇」
- 承辦 「2005苗栗縣特色糕餅—肚臍餅(綠豆凸)認證活動」計畫
- 承辦「石門活魚文化節──活魚餐廳輔導診斷」計畫
- 承辦「全國觀光旅館主廚健康飲食訓練暨成果展示會」
- 承辦「新竹縣客家飲食文化調查」計畫
- 承辦「台灣地區飲食文化與國民健康研討會」

## 外部連結
- （繁體中文） 中華飲食文化基金會 （页面存档备份，存于）
- 中華飲食文化基金會的Facebook專頁